# Alexandre Vibert
Pour les articles homonymes, voir Vibert.
Alexandre Vibert, né à Épinay-sur-Orge le 13 février 1847 et mort le 25 février 1909 à Jouars-Pontchartrain, est un sculpteur français de style Art nouveau.

## Biographie
Alexandre Vibert est l'élève d'Alexandre-Victor Lequien (1822-1905), d'Emmanuel Frémiet et d'Eugène Robert (1831-1912).
Il épouse en juillet 1871 à Paris Maria Angèle Maissa (veuve Orengo) et reprend l'entreprise de cartonnages de son épouse de 1871 à 1882 .
Il expose au Salon des artistes français de 1883 à 1907 et y obtient une mention honorable en 1893. Un imposant groupe en bronze L'Amour se rit de la Sagesse est remarqué au Salon de 1885 .
Il est surtout réputé dans les années 1890 pour ses objets d'art en bronze et en étain édités, entre autres, par le fondeur Siot-Decauville, en particulier les pichets La Pêche (1893) et La Chasse (1894). Ses œuvres sont signées « A. Vibert ».
Il se donne la mort par arme à feu le 25 février 1909 à son domicile de Jouars-Pontchartrain,. Le contenu de sa demeure est dispersé le 31 mars de cette année à l'hôtel Drouot.